# Luxor (Lübeck)

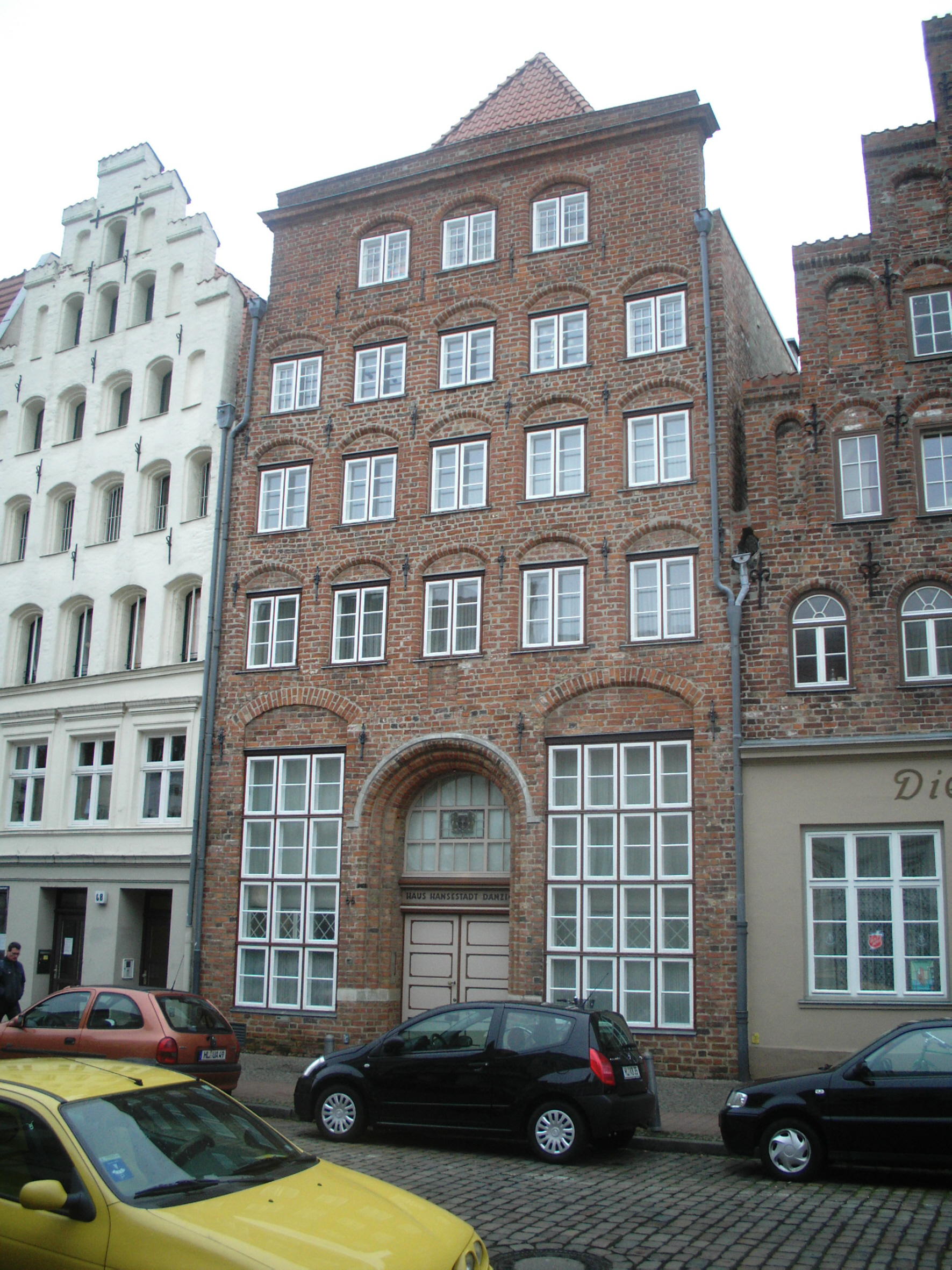
Das ehemalige Kino Luxor (2009)

Das Luxor war ein Lübecker Kino.

## Union-Lichtspiele
In 1599 erbauten und um 1800 mit einer neuen Backstein-Fassade versehenen Gebäude Engelsgrube 66 eröffneten am 15. Oktober 1926 die Union-Lichtspiele. Es handelte sich um ein einfach ausgestattetes sogenanntes Nachspielkino mit etwa 300 Plätzen, in dem Filme liefen, die in den größeren Kinos bereits gezeigt worden waren. Zu Beginn des Jahres 1932 musste der Besitzer das Lichtspielhaus infolge der Weltwirtschaftskrise zum Verkauf anbieten.

## Rialto
Der Hamburger Richard Wittenberg, der bereits in seiner Heimatstadt bis 1929 ein Kino betrieben hatte, erwarb das Lichtspieltheater und begann im April 1932 mit der Modernisierung, bei der das Kino auch mit den bis dahin nicht vorhandenen, aber mittlerweile unumgänglich gewordenen Tonfilmapparaturen ausgerüstet wurde.
Die Wiedereröffnung unter dem neuen Namen Rialto fand am 8. Juli statt. Zu diesem Anlass wurden die beiden Tonfilme Der Draufgänger mit Hans Albers sowie Wer nimmt die Liebe ernst? mit Jenny Jugo gezeigt, was jedoch eine Ausnahme war, da das Rialto wie viele kleine Kinos zu jener Zeit im Normalprogramm noch einen teuren Tonfilm mit einem Stummfilm kombinierte, dessen Verleihkosten nicht selten nur ein Siebtel eines Tonfilms betrugen.
Im Frühjahr 1933 erwarb Wittenberg zusätzlich zum Rialto das Capitol, das er unter dem neuen Namen National betrieb.
1934 übernahm Walter Kruse das Rialto von Wittenberg. Den Zweiten Weltkrieg überstand das Kino unbeschadet; nachdem es mit der Besetzung Lübecks durch britische Truppen am 2. Mai 1945 den Betrieb einstellen musste, konnte Kruse das Kino am 6. August wieder öffnen.

## Luxor
Im Februar 1960 ging das Lichtspielhaus in den Besitz von Minna Kirch über, die zuvor bereits die Eden-Lichtspiele geleitet hatte und der seit 1951 das City gehörte. Unter dem neuen Namen Luxor betrieb sie das Kino bis Juli 1964, dann stellte sie den Lichtspielbetrieb ein. In den ehemaligen Kinoräumen eröffnete noch im selben Jahr ein Tanzlokal. Seit 1981 befindet sich in dem Gebäude, das 1967 unter Denkmalschutz gestellt wurde, das Museum Haus Hansestadt Danzig, dessen privater Träger die Stiftung Haus Hansestadt Danzig ist. Der Bund der Danziger hatte hier von 1981 bis 2009 seine Geschäftsstelle betrieben.